# Newroz SC
El Newroz SC (en árabe: نادي نوروز الرياضي‎) es un equipo de fútbol de Irak que juega en la Liga Premier de Irak, la primera categoría nacional.

## Historia
Fue fundado en el año 1994 en la ciudad de Sulaymaniyah como equipo afiliado a la Asociación de Fútbol de Kurdistán y participante de la Liga Premier de Kurdistán, liga de la que salieron campeones en la temporada 2019/20.
Luego de que la liga fuera cancelada debido a la pandemia de Covid-19, el club se une a la Primera División de Irak para la temporada 2020/21, en la que terminó en segundo lugar y logra el ascenso a la Liga Premier de Irak por primera vez.

## Palmarés
- Kurdistan Premier League (1): 2019–20